# Arceuthobium azoricum
Arceuthobium azoricum là một loài thực vật có hoa trong họ Santalaceae. Loài này được Wiens & Hawksw. mô tả khoa học đầu tiên năm 1976.